# Eichsfelds voetbalkampioenschap 1932/33
In 1932/33 werd het zesde en laatste Eichsfelds voetbalkampioenschap gespeeld, dat georganiseerd werd door de Midden-Duitse voetbalbond. VfL 08 Duderstadt werd kampioen na een testwedstrijd tegen Brochthausen en plaatste zich voor de Midden-Duitse eindronde. De club verloor van Erfurter SC 1895 met 13:1.
Na dit seizoen kwam de Nationaalsocialistische Duitse Arbeiderspartij aan de macht en werd de competitie grondig geherstructureerd. De overkoepelende voetbalbonden werden afgeschaft en ruimden plaats voor 16 Gauliga's. Er kwam een geografische correctie daar Duderstadt, Fuhrbach en Brochthausen eigenlijk in de provincie Hannover lagen en een grensgemeente waren. Tot dusver mochten zij in de Midden-Duitse competities spelen, maar nu hadden zij de keuze niet meer en zij werden overgeheveld naar de Sportgau Niedersachsen, al mochten ze daar niet in de Gauliga aantreden, maar in de tweede klasse. FC Brochthausen maakte in 1937 kans op promotie, maar kon die niet verzilveren. 
De overige clubs plaatsten zich ook niet voor de Bezirksklasse en gingen in de Kreisklasse spelen die nu de derde klasse was. 

## Gauliga
| Plaats | Club                   | Wed. | W  | G | V  | Saldo | Ptn.  |
| ------ | ---------------------- | ---- | -- | - | -- | ----- | ----- |
| 1.     | VfL 08 Duderstadt      | 14   | 9  | 3 | 2  | 44:20 | 21:7  |
| 2.     | FC Brochthausen        | 14   | 10 | 1 | 3  | 45:21 | 21:7  |
| 3.     | FC Konkordia Beuren    | 14   | 8  | 2 | 4  | 35:31 | 18:10 |
| 4.     | FC Arminia Fuhrbach    | 14   | 7  | 1 | 6  | 24:25 | 15:13 |
| 5.     | FV Wacker Bernterode   | 14   | 5  | 1 | 8  | 22:27 | 11:17 |
| 6.     | VfR Dingelstädt        | 13   | 5  | 1 | 7  | 25:31 | 11:15 |
| 7.     | FC Sport Breitenworbis | 13   | 3  | 1 | 9  | 15:36 | 7:19  |
| 8.     | FC 1911 Heiligenstadt  | 14   | 2  | 2 | 10 | 19:38 | 6:22  |

|  | Kampioen, geplaatst voor Midden-Duitse eindronde, speelt volgend jaar in Sportgau Niedersachsen |
|  | Speelt volgend jaar in Sportgau Niedersachsen                                                   |
|  | Degradatie                                                                                      |